# Elizabeth Alice Hawkins-Whitshed
Elizabeth Alice Hawkins-Whitshed, później Elizabeth Le Blond, znana też jako Mrs. Aubrey Le Blond (ur. 1860 lub 1861 w Dublinie, zm. 24 lipca 1934) – brytyjska alpinistka, pisarka, fotograficzka. Pierwsza kobieta, która prowadziła grupy wspinaczkowe bez przewodnika. Założycielka i pierwsza prezeska brytyjskiego Ladies' Alpine Club – pierwszej kobiecej organizacji wspinaczkowej na świecie. Odbyła ponad setkę wspinaczek, zarówno zimą, jak i latem. Autorka filmów krótkometrażowych o zimowych sportach.

## Życiorys
Wychowywała się głównie w Irlandii. W 1879 r. wyszła za Freda Burnaby'ego, żołnierza i autora ogromnie popularnych relacji podróżniczych, m.in. A Ride to Khiva: Travels and Adventures in Central Asia oraz On Horseback Through Asia Minor. W niecałe 2 lata po ślubie Elizabeth, za radą lekarzy, zaczęła podróżować w poszukiwaniu kurortu, w którym mogłaby wyleczyć gruźlicę, na którą, jak twierdziła, chorowała. W ten sposób zamieszkała w Szwajcarii. W 1881 r. w Chamonix-Mont-Blanc po raz pierwszy zetknęła się z alpinizmem i uległa fascynacji tą dziedziną sportu. Dwa tygodnie później, wraz z koleżanką, spróbowała swojej pierwszej wspinaczki. Choć nieodpowiednio ubrane, w butach na wysokich obcasach, dotarły do Grands Mulets (a więc na 2/3 wysokości Mont Blanc). Od tego czasu wspinaczka stała się jej pasją. Jak twierdziła, aktywność fizyczna pomagała jej łagodzić objawy choroby. W 1882 r. wspięła się na Grandes Jorasses i Mont Blanc. W 1883 r. napisała książkę The high Alps in winter, or mountaineering in search of health. W 1885 r. jej mąż zginął w bitwie pod Abu-Klea. Jako wdowa odbyła podróż rowerową z Wielkiej Brytanii do Włoch.
Jej drugim mężem został J.F Main, lekarz. Po ślubie Elizabeth odbyła podróż do Chin. W 1886 r. wydała kolejną książkę – Life and Towers of Silence. W 1892 r. ponownie owdowiała.  Nadal zajmowała się wspinaczką. Od 1895 r. wspinała się głównie w Norwegii. W 1900 r. wyszła za Aubreya Le Blonda. W tym samym roku wraz z Evelyn McDonnell wspięła się na Piz Palü.

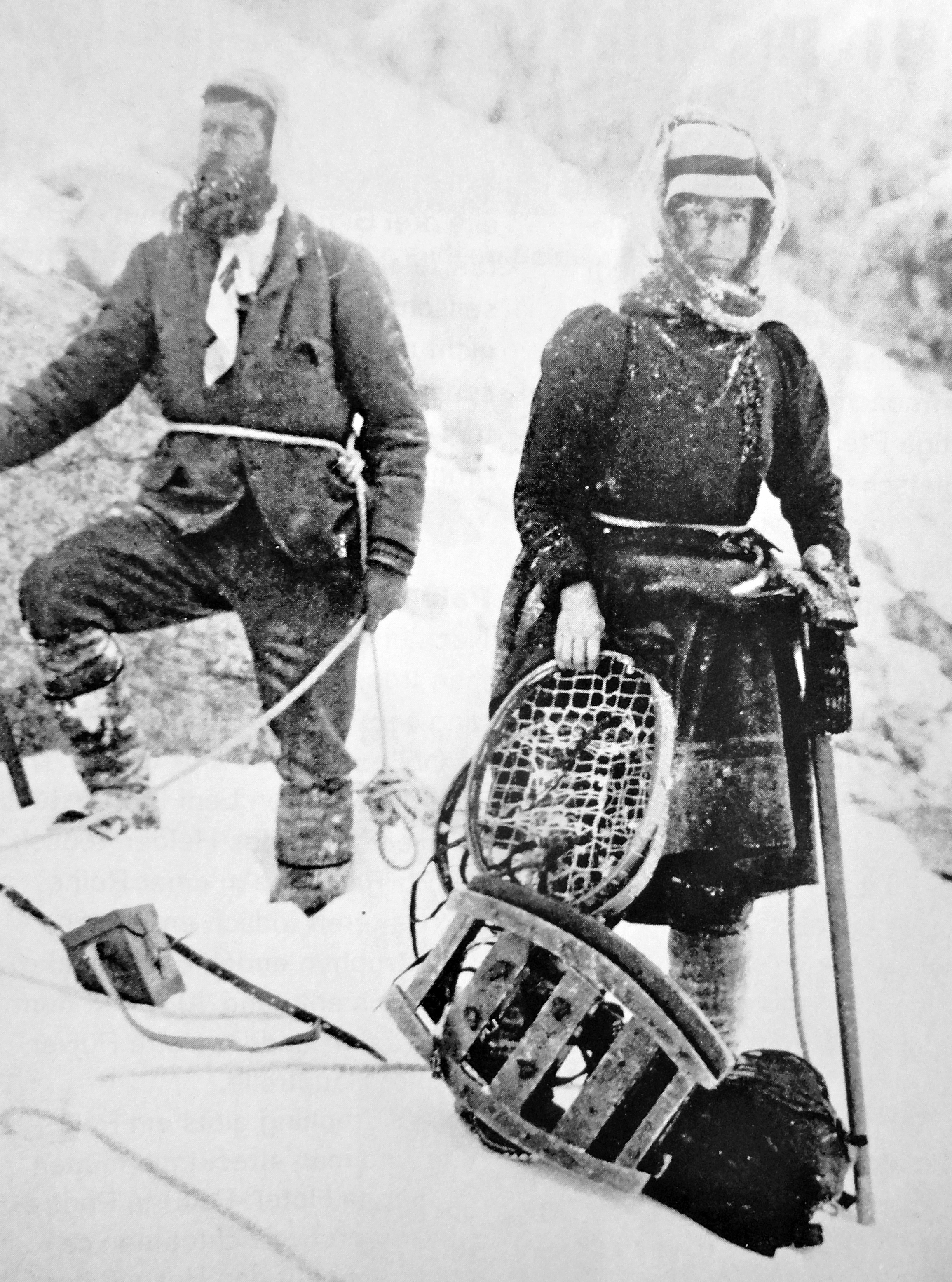
Elizabeth Alice Hawkins-Whitshed (po prawej)

Jej pasja przysporzyła jej sławy, ale bywała też obiektem krytyki, zarówno ze strony rodziny, jak i opinii publicznej – zachował się list, który ciotka Elizabeth napisała do jej matki, skarżąc się, że alpinistka gorszy cały Londyn. Alpinistka rozpoczynała wspinaczkę ubrana w spódnicę nałożoną na spodnie i zdejmowała ją dopiero na dużych wysokościach, podróżowała też w kobiecym towarzystwie tak długo, jak to było możliwe. Le Blond przyznawała, że ta pasja jest niebezpieczna, jednak podkreślała, że to nie płeć osoby, która się wspina jest źródłem niebezpieczeństwa. Mimo wszystko spotykała się z chłodnym przyjęciem w środowisku alpinistów – brytyjski Alpine Club niechętnie uznawał kobiece osiągnięcia. W 1907 r. Le Blond założyła więc Ladies' Alpine Club, pierwszą na świecie kobiecą organizację wspinaczkową. Została jej pierwszą prezeską i rolę tę pełniła aż do swojej śmierci w 1934 r.
W 1912 r. wraz z mężem udała się w podróż po Japonii, Korei, Chinach i Rosji. Po wybuchu I wojny światowej pracowała jako pielęgniarka we francuskim Czerwonym Krzyżu, następnie zajmowała się zbieraniem funduszy dla British Ambulance Committee. Zszokowana wojennym okrucieństwem, podejmowała działania na rzecz pokoju i francusko-brytyjskiej przyjaźni.
Oprócz wspinaczki zajmowała się także pisarstwem. Publikowała książki o wspinaczce i podróżach, podjęła się też tłumaczenia listów swojej pra-pra-prababki Charlotte Sophie, hrabiny Bentnick. Jej pasją była też fotografia – od pierwszych wypraw nosiła ze sobą aparat fotograficzny i, mimo trudnych warunków, dokumentowała lokacje. Zdjęcia wykorzystywała jako ilustracje swoich książek lub wykładów. W latach 1899–1900 w Sankt Moritz wykonała serię 10 filmów, przedstawiających sporty zimowe – filmów tych nie znamy, zachowały się wzmianki o nich w katalogach.
Zmarła 27 lipca 1934 r. Pochowano ją na londyńskim cmentarzu londyńskim cmentarzu Brompton.